# Dărăști-Ilfov
Dărăști-Ilfov község és falu Ilfov megyében, Munténiában, Romániában. Korábbi nevei: Dărăști illetve Brăniștari.

## Fekvése
A megye déli részén található, a megyeszékhelytől, Bukaresttől, tizennyolc kilométerre délnyugatra, az Argeș folyó bal partján.

## Története
A 19. század végén a község Ilfov megye Sabarul járásához tartozott és Asan, Filipești valamint Mitropolia falvakból állt, összesen 1650 lakossal. A község tulajdonában volt egy iskola és két templom, egy-egy Asan és Filipești falvakban.
1925-ös évkönyv szerint Ilfov megye Domnești járásához csatolták, lakossága ekkor 2635 fő volt.
1950-ben közigazgatási átszervezés alapján, a Bukaresti régió V.I. Lenin rajonjához csatolták.
1968-ban ismét megyerendszert vezettek be az országban, a község az újból létrehozott Ilfov megye része lett. 1981-től Giurgiu megye irányítása alá került, majd 1985-ben az Ilfovi Mezőgazdasági Szektor része lett, egészen 1998-ig, amikor ismét létrehozták Ilfov megyét.

## Lakossága
| Nemzetiségek | 2002 | 2002   |
| ------------ | ---- | ------ |
| Románok      | 2935 | 100,0% |
| Összesen     | 2935 | 100,0% |